# Limbadi
Limbadi é uma comuna italiana da região da Calábria, província de Vibo Valentia, com cerca de 3.615 habitantes. Estende-se por uma área de 28 km², tendo uma densidade populacional de 129 hab/km². Faz fronteira com Candidoni (RC), Nicotera, Rombiolo, San Calogero, Spilinga.

## Demografia
| Variação demográfica do município entre 1861 e 2011                               |
|                                                                                   |
| Fonte: Istituto Nazionale di Statistica (ISTAT) - Elaboração gráfica da Wikipedia |